# Great Hampden
Great Hampden – wieś w Anglii, w Buckinghamshire. Leży 12,7 km od miasta Aylesbury, 35,8 km od miasta Buckingham i 52,2 km od Londynu. W 1881 roku civil parish liczyła 255 mieszkańców.

## Etymologia
Źródło:.

Nazwa miejscowości na przestrzeni wieków:
- XI w. – Ha(m)dena
- XIV w. – Magna Hamden